# Nicoya (Costa Rica)
Nicoya ist ein Bezirk und Hauptort des Kantons Nicoya in der Provinz Guanacaste in Costa Rica, gelegen auf der Nicoya-Halbinsel. Sie ist eine der wichtigsten touristischen Zonen des Landes; es dient als Verkehrsknotenpunkt zu den Stränden und Nationalparks von Guanacaste.

## Bevölkerung
Bei der Volkszählung 2011 hatte Nicoya 24.833 Einwohner.
Anfang 2006 hat eine Gruppe von Forschern unter der Leitung des Abenteuerschriftstellers Dan Buettner und mit Unterstützung des National Geographic Magazine, des National Institute on Aging und der Allianz Healthcare Nicoya zur Blue Zone erklärt. Diese Bezeichnung wird an globale Regionen verliehen, die sich durch die längste Lebenserwartung auszeichnen. Zu den idealen Merkmalen des nicoyanischen Lebensstils, die in der Studie genannt wurden, gehören der hohe Kalzium- und Magnesiumgehalt des Wassers, intensive tägliche körperliche Aktivität, ganzjähriger Obstkonsum und enge Beziehungen zwischen den Generationen.

## Wirtschaft
Die Stadt wurde im alten Kolonialstil erbaut und liegt in der Cordillera Volcánica de Guanacaste. Landwirtschaft und Viehzucht bilden das Rückgrat der Wirtschaft der Stadt wie auch der Provinz, die sie umgibt. Daneben ist der Tourismus von Bedeutung.

## Sport
AD Guanacasteca war die wichtigste Fußballmannschaft der Stadt und spielte mehrere Jahre in der costa-ricanischen Primera División. Sie verkauften ihre Lizenz und wurden 2004 von Nicoya weggezogen, um Brujas FC zu werden. Inzwischen wurde der Verein aufgelöst.

## Persönlichkeiten
- Carol Sánchez (* 1986), Fußballspielerin
- Freddy Álvarez (* 1995), Fußballspieler